# تشارلز شيلدون
تشارلز شيلدون (بالإنجليزية: Charles Sheldon)‏ هو كاتب أمريكي، ولد في 26 فبراير 1857 في Wellsville, New York ‏ في الولايات المتحدة، وتوفي في 24 فبراير 1946 في توبيكا في الولايات المتحدة.

## وصلات خارجية
- تشارلز شيلدون على موقع الموسوعة البريطانية (الإنجليزية)